# Metropolia Freetown
Metropolia Freetown – metropolia Kościoła rzymskokatolickiego obejmująca swoim zasięgiem całe państwo Sierra Leone. 11 listopada 1970 Paweł VI podniósł do rangi metropolii ówczesną diecezję Freetown i Bo, w 2011 rozdzielone na osobne diecezje. Metropolitą Freetown jest od 2008 Edward Tamba Charles.
W skład metropolii wchodzą:
- archidiecezja Freetown
- diecezja Bo
- diecezja Kenema
- diecezja Makeni